# 五凤站
五凤站是广州地铁10号线与11号线的换乘站，位于中国广东省广州市海珠区瑞康路逸景路路口地底，在2024年12月28日随11号线开通而启用，2025年6月29日随10号线首通段开通成为换乘车站。

## 车站结构

### 车站楼层
本站共设有三层（局部四层），全长268.8米，标准段宽23.5米。地面为车站各出入口，周边为瑞康路、逸景路、广州长江（中国）轻纺城、纯阳观等建筑；地下一層為站廳层；地下二層為车站设备层和10號線月台；地下三層為11號線月台层。
| 地下一层 | 站厅                       | 售票機、客服中心、商店、警务室、安检设施 |  |  |
| 地下二层 | 11号线设备层               | 车站设备                                 |  |  |
|          | 4 站台                     | █10号线 西塱方向（下站：东晓南）         |  |  |
|          | 岛式站台（卫生间、母婴室） |                                          |  |  |
|          | 3 站台                     | █10号线 杨箕东方向（下站：滨江东路）     |  |  |
|          | 換乘平台                   | 來往 █10号线、█11号线 两線站台           |  |  |
| 地下三层 | 2 站台                     | █11号线 内环方向（下站：江泰路）         |  |  |
|          | 岛式站台（卫生间、母婴室） |                                          |  |  |
|          | 1 站台                     | █11号线 外环方向（下站：逸景路）         |  |  |

### 站厅
五凤路站站厅設有自动售票機及智能客務中心。
为方便行人进出及换乘，10号线站厅东侧及11号线站厅北侧被划分为收费区，站厅收费区內与各自线路之间均设有多组扶手电梯，楼梯和一台专用电梯供乘客前往相应的月台。

### 站台及换乘
五凤站10号线和11号线各自设有一个岛式月台，11号线月台設於逸景路地底，位于地下三层；10號線月台設於瑞康路地底，位于地下二层。两线站台大致呈一個「L」字型。
换乘方面，兩線站台通過夹层的換乘平台，分别连接11號綫月台东端及18號綫月台南端，供乘客换乘于两线。另外亦可繞經站廳进行换乘。
本站两条线路的月台均设有卫生间和母婴室，其中10号线设置于往滨江东路方向的一端，11号线设置于往逸景路方向的一端。
另外，10号线月台在其南端设有一组双存车线。

### 出入口
五凤站目前设有4个出入口供乘客进出，车站启用时开放A、B、D出入口，10号线车站启用时新开放F出入口。所有出入口均配备扶手电梯，其中B、F出入口另外设置专用电梯。
|                                           |                                                       |      |          |                                                                                 |
|                                           |                                                       |      |          |                                                                                 |
| 编号                                      | 设施                                                  | 照片 | 出口指示 | 建议前往的目的地                                                                |
| 10号线站厅                                |                                                       |      |          |                                                                                 |
| F                                         | 盲道标志 · 升降机标志 · 无障碍通道标志 · 扶手电梯标志 |      | 瑞康路   | 纯阳观                                                                          |
| 11号线站厅                                |                                                       |      |          |                                                                                 |
| A                                         | 扶手电梯标志                                          |      | 瑞康路   | 新滘西路、瑞宝北街                                                              |
| B                                         | 盲道标志 · 升降机标志 · 无障碍通道标志 · 扶手电梯标志 |      | 逸景路   | 瑞康路、广州长江（中国）轻纺城 公交：五凤站（东行）                             |
| D                                         | 盲道标志 · 扶手电梯标志                               |      | 逸景路   | 瑞康路、广州市胸科医院第二门诊部（二分所）、新九洲轻纺广场 公交：五凤站（西行） |
| 註： 設有 \| 設有 \| 設有 \| 設有扶手電梯 |                                                       |      |          |                                                                                 |

## 接驳交通
五凤站旁设有五凤公交车站。
| 公交线路 \| 编号 \| 编号 \| 线路 \| 线路 \| 线路 \| 收费 \| 备注 \| \| ---- \| ---- \| -------------- \| ---- \| -------- \| ---- \| ------- \| \| \| 786 \| 大塘西（敦和） \| ⇆ \| 江晓路口 \| 2元 \| 30分/班 \| |      |                |      |          |      |         |
| 编号 | 编号 | 线路           | 线路 | 线路     | 收费 | 备注    |
| | 786  | 大塘西（敦和） | ⇆    | 江晓路口 | 2元  | 30分/班 |

## 历史

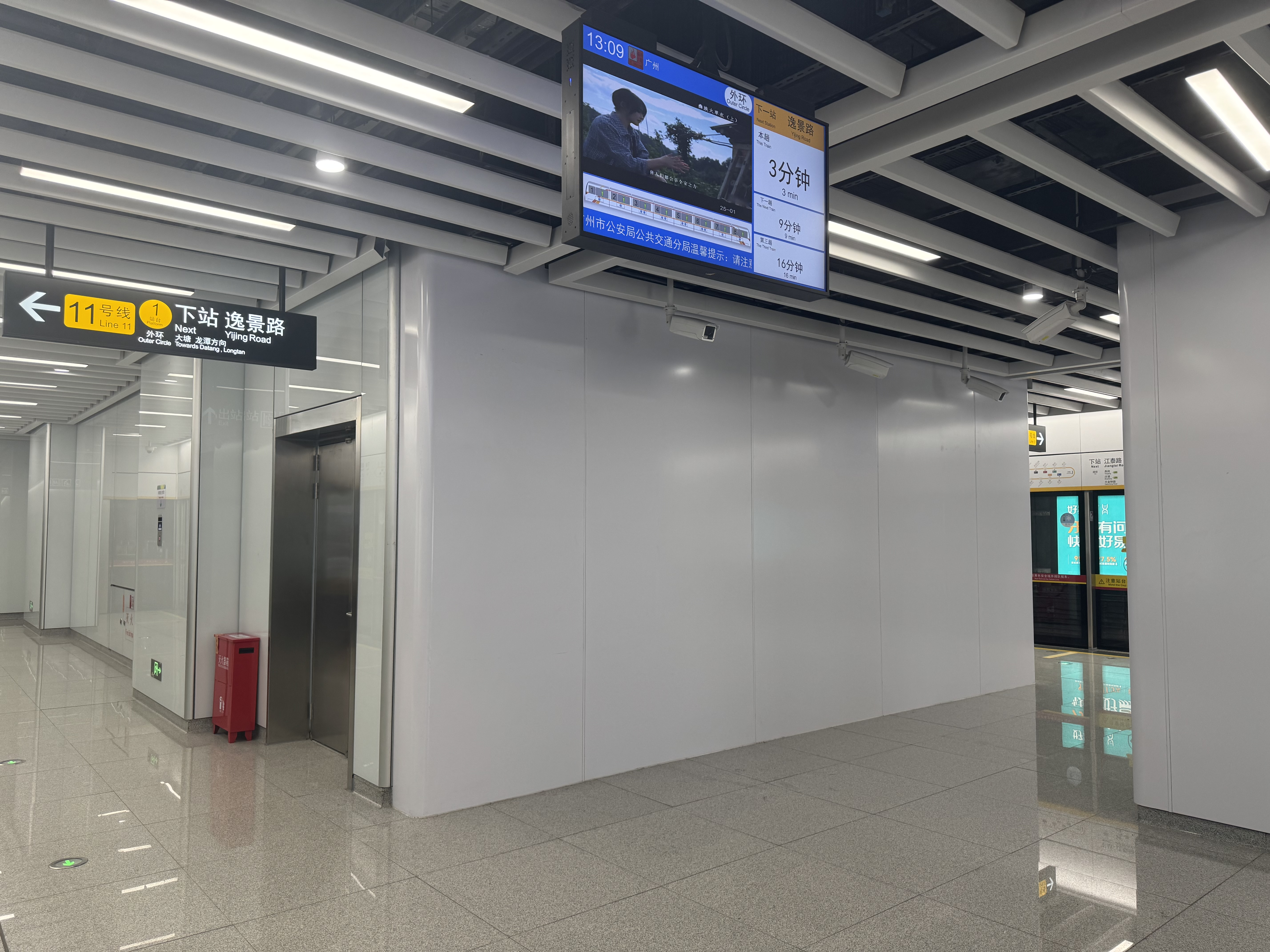
11号线站台预留的10号线换乘节点，车站启用初期被假墙封闭

本站在规划初期被称为轻纺城站，11号线获批后被命名为五凤站。
受前期征拆影响，11号线车站延至2018年开始围蔽施工；10号线车站亦于2019年4月开始围蔽施工。11号线车站于2022年6月28日进入主体结构施工阶段，2023年5月30日主体结构封顶。
2024年9月20日，11号线车站完成“三权”移交。12月28日，车站随11号线开通而启用。
10号线车站于2024年12月30日完成“三权”移交，2025年6月29日正式启用。